# Paul Strand

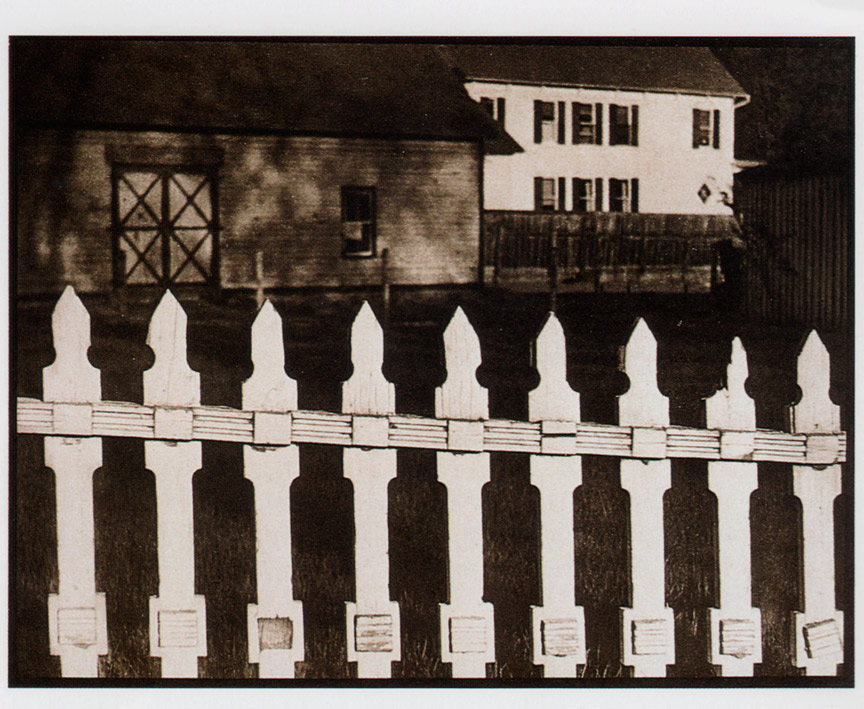
P. Strand, Płot, 1917

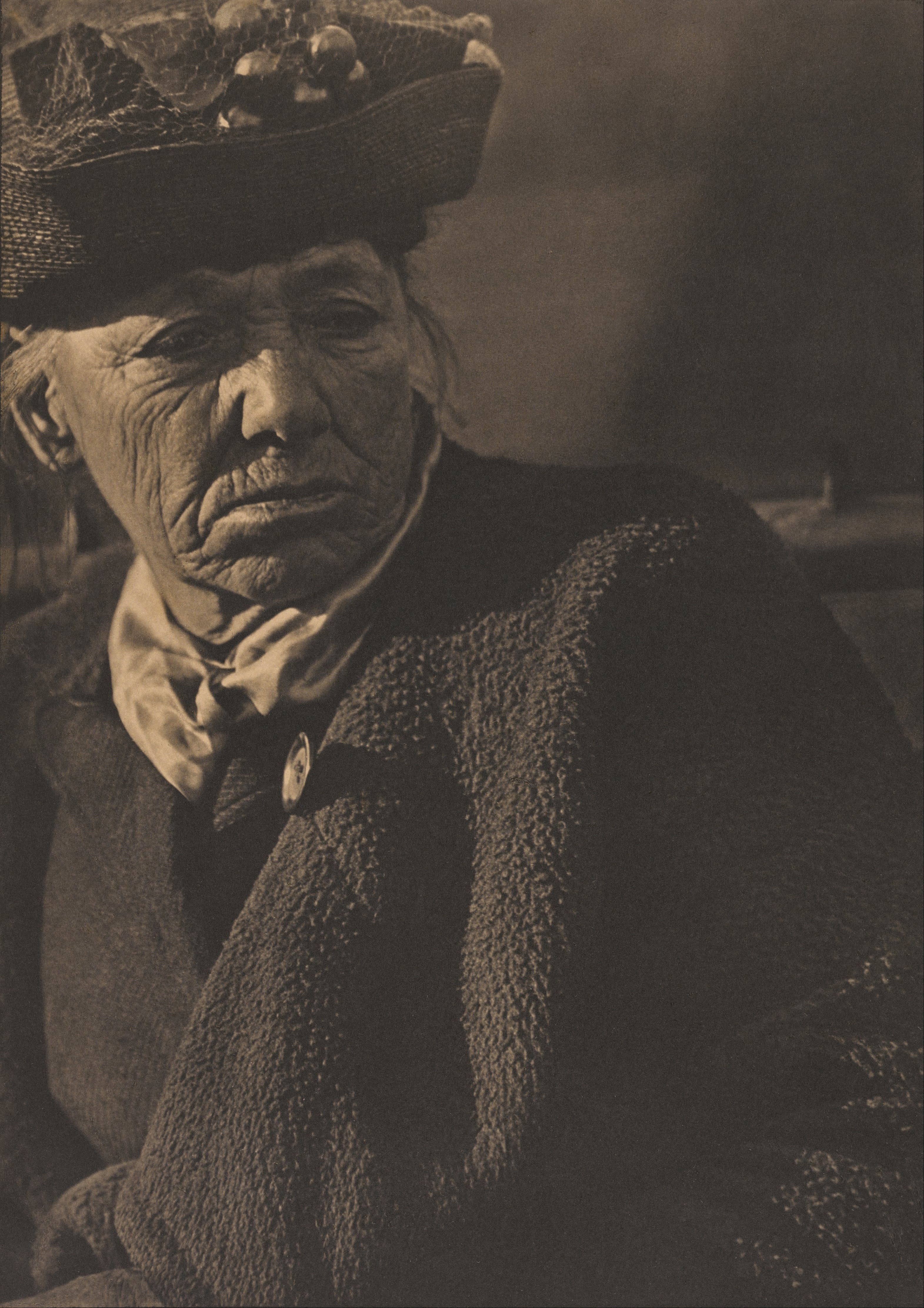
P. Strand, Portret. Washington Square Park, 1917

Paul Strand (ur. 16 października 1890 w Nowym Jorku, zm. 31 marca 1976 w Orgeval) – amerykański fotograf i reżyser, który wraz z innymi XX-wiecznymi modernistami, takimi jak Alfred Stieglitz i Edward Weston, pomógł ustanowić fotografię jako formę sztuki. Pracował w Ameryce, Europie i Afryce.

## Wczesne prace modernistyczne
Urodził się w rodzinie czeskich emigrantów. Jako nastolatek został uczniem fotografa dokumentalisty Lewisa Hine’a w Ethical Culture Fieldstone School. Podczas wycieczki szkolnej Strand po raz pierwszy odwiedził galerię „291”, prowadzoną przez Stieglitza i Edwarda Steichena, w której wystawiane były nowatorskie prace modernistycznych fotografów i malarzy. One sprawiły, że Strand po raz pierwszy zaczął poważnie rozważać karierę fotografa. Później Stieglitz zaczął promować prace Stranda w galerii „291” oraz w wydawanym przez siebie kwartalniku – „Camera Work”. Niektóre z jego wczesnych prac, jak Wall Street, znamionowały eksperymenty z formalną abstrakcją, wywarły duży wpływ na Edwarda Hoppera i jego idiosynkratyczną, urbanistyczną wizję prezentowaną w stylu malarskim.

## Film
Przez kilka następnych dekad Strand fotografował zarówno ruchome przedmioty, jak i martwe natury. Jego pierwszym filmem był Manhatta (1921), znany również jako New York the Magnificent. Był to niemy film przedstawiający codzienne życie Nowego Jorku, powstały przy współpracy z malarzem i fotografem Charlesem Sheelerem. Film zawiera również ujęcie podobne do słynnej fotografii Wall Street (1915). Inne filmy, w produkcję których był zaangażowany, to Redes (pokazywany w Stanach jako The Wale), film dokumentalny nakręcony na zlecenie Meksykańskiego rządu – The Plow that Broke the Plains (1936) oraz antyfaszystowski Native Land (1942).

## Francja
W czerwcu 1949 Strand opuścił Stany Zjednoczone, aby zaprezentować Native Land na Festiwalu Filmowym w Karlowych Warach w Czechosłowacji. Był to wyjazd, który zapoczątkował wieloletnie wygnanie ze zdominowanej przez makkartyzm Ameryki. Pozostałe 27 lat życia Strand spędził ze swoją trzecią żoną Hazel Kingsbury Strand w Orgeval we Francji.
Choć Strand jest znany przede wszystkim ze swoich wczesnych prac, także w późniejszym okresie nie zaprzestał tworzyć. Owocem tej pracy było sześć albumów Time in New England (1950), La France de Profil (1952), Un Paese (1955), Tir a’Mhurain/Other Hibrides (1962), Living Egipt (1969) oraz Ghana: an African portrait (1976).

## Rodzina
W 1921 roku Strand poślubił Rebekę Sailsbury, którą bardzo często fotografował, czasami w niecodziennych zbliżeniach. W 1951 roku ożenił się z Hazel Kingsbury.

## Strand a polityka
Wyjazd Stranda do Francji zbiegł się w czasie z pierwszym procesem sądowym jego przyjaciela Algera Hossa, z którym utrzymywał korespondencję aż do śmierci. Pomimo że sam Strand nigdy oficjalnie nie został członkiem partii komunistycznej, wielu jego współpracowników było członkami partii (James Aldridge, Cesare Zavattini) bądź też prominentnymi pisarzami socjalistycznymi i aktywistami (Basil Davidson). Wielu jego przyjaciół było również komunistami, bądź też było o to podejrzewanych (reżyser Joseph Losey, szkocki poeta Hugh MacDiarmid, aktor Alex McCrindle). Strand był również związany z Frontier Films, jedną z ponad dwudziestu organizacji, sklasyfikowanych przez prokuratora generalnego Stanów Zjednoczonych jako wywrotowe i nie amerykańskie. Strand nalegał również, aby jego książka była wydrukowana w Leipzig w Niemczech wschodnich, nawet gdyby miało to oznaczać zakaz jej druku i sprzedaży w Ameryce jako komunistycznej.
Ujawnione akta wywiadowcze uzyskane dzięki Freedom of Information act i przechowywane obecnie na Uniwersytecie stanu Arizona, świadczą, iż Strand był w Europie pod szczegółową obserwacją.